# Ermo (film)
Ermo è un film del 1994 diretto da Zhou Xiaowen.